# (343000) Ijontichy
(343000) Ijontichy ist ein Asteroid des äußeren Hauptgürtels, der am 29. Januar 2009 von den deutschen Amateurastronomen Erwin Schwab und Ute Zimmer am 60-cm-Cassegrain-Teleskop der Hans-Ludwig-Neumann-Sternwarte auf dem Kleinen Feldberg (IAU-Code B01) entdeckt wurde.
Mittlere Sonnenentfernung (große Halbachse), Exzentrizität und Neigung der Bahnebene des Asteroiden entsprechen grob der Eos-Familie, einer Gruppe von Asteroiden, welche typischerweise große Halbachsen von 2,95 bis 3,1 AE aufweisen, nach innen begrenzt von der Kirkwoodlücke der 7:3-Resonanz mit Jupiter, sowie Bahnneigungen zwischen 8° und 12°. Die Gruppe ist nach dem Asteroiden (221) Eos benannt. Es wird vermutet, dass die Familie vor mehr als einer Milliarde Jahren durch eine Kollision entstanden ist.
Zum Zeitpunkt seiner Entdeckung, in der Nacht vom 29. auf den 30. Januar 2009, befand (343000) Ijontichy sich in circa 300 Millionen Kilometer Entfernung, am erdnächsten Punkt seiner Umlaufbahn, und hatte eine scheinbare Helligkeit von lediglich 19,5 mag.
Der Asteroid ist nach der deutschen Science-Fiction-Fernsehserie Ijon Tichy: Raumpilot benannt. Die satirische Fernsehserie basiert auf einer freien Bearbeitung der Geschichtensammlung Sterntagebücher von Stanisław Lem. Der fiktive Raumpilot Ijon Tichy wird von Oliver Jahn gespielt. Die Benennung des Asteroiden erfolgte am 19. September 2013. Ein weiterer nach der Fernsehserie benannter Asteroid ist der Asteroid des mittleren Hauptgürtels (343444) Halluzinelle, der nach einem holografischen Charakter  benannt ist, der von Nora Tschirner gespielt wird. Nach Stanisław Lem war schon 1992 der Asteroid des inneren Hauptgürtels (3836) Lem benannt worden.